# Palača Biankini u Starom Gradu
Palača Biankini (Paloc Biankini), zgrada u Starome Gradu, ul. braće Biankini 4.

## Opis
Na početku predjela Njive koji se u drugoj polovici 19. st. počeo intenzivno izgrađivati u zapadnome dijelu Staroga Grada, braća Ante, Petar Luka i Juraj Biankini podigla su 1896. godine neorenesansnu palaču s dvorištem i vrtom. Palača je dvokatna uglovnica izgrađena u Ulici braće Biankini 2, tlocrtne dimenzije cca 13,5 x 20 metara. Zapadno od palače je perivoj ograđen zidom, dimenzija 14 x 18 metara. Palača Biankini iznimna je klasicistička građevina Staroga Grada koja evocira uspon jedne brodarske obitelji, ali i prosperitet grada u 19. stoljeću. Danas u palači djeluje Muzej Staroga Grada osnovan 2007. godine.

## Zaštita
Pod oznakom Z-6661 zavedena je kao nepokretno kulturno dobro - pojedinačno, pravna statusa zaštićena kulturnog dobra, klasificiranog kao stambeno-poslovne građevine.

## Galerija
- Natpis na ulazu.
- Prostorija u palači.
- Stubište.
- Soba.
- Soba.
- U prednjem planu je ribnjak i zidine Hektorovićeva Tvrdalja, a u pozadini lijevo velika bijela zgrada je palača Biankini.

## Vanjske poveznice
|  | Zajednički poslužitelj ima još gradiva o temi Palača Biankini u Starom Gradu |